# Buffon (cráter)

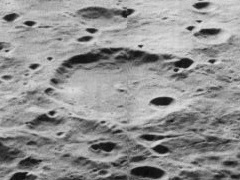
Otra vista oblicua desde el Lunar Orbiter 5

Buffon es un cráter de impacto que se encuentra en el hemisferio sur de la cara oculta de la Luna, un diámetro al sur de la gran llanura amurallada del cráter Chebyshev. Al noreste aparece el cráter Langmuir y hacia el suroeste se halla Leavitt. Buffon se localiza casi en el punto medio entre las dos formaciones anteriores.

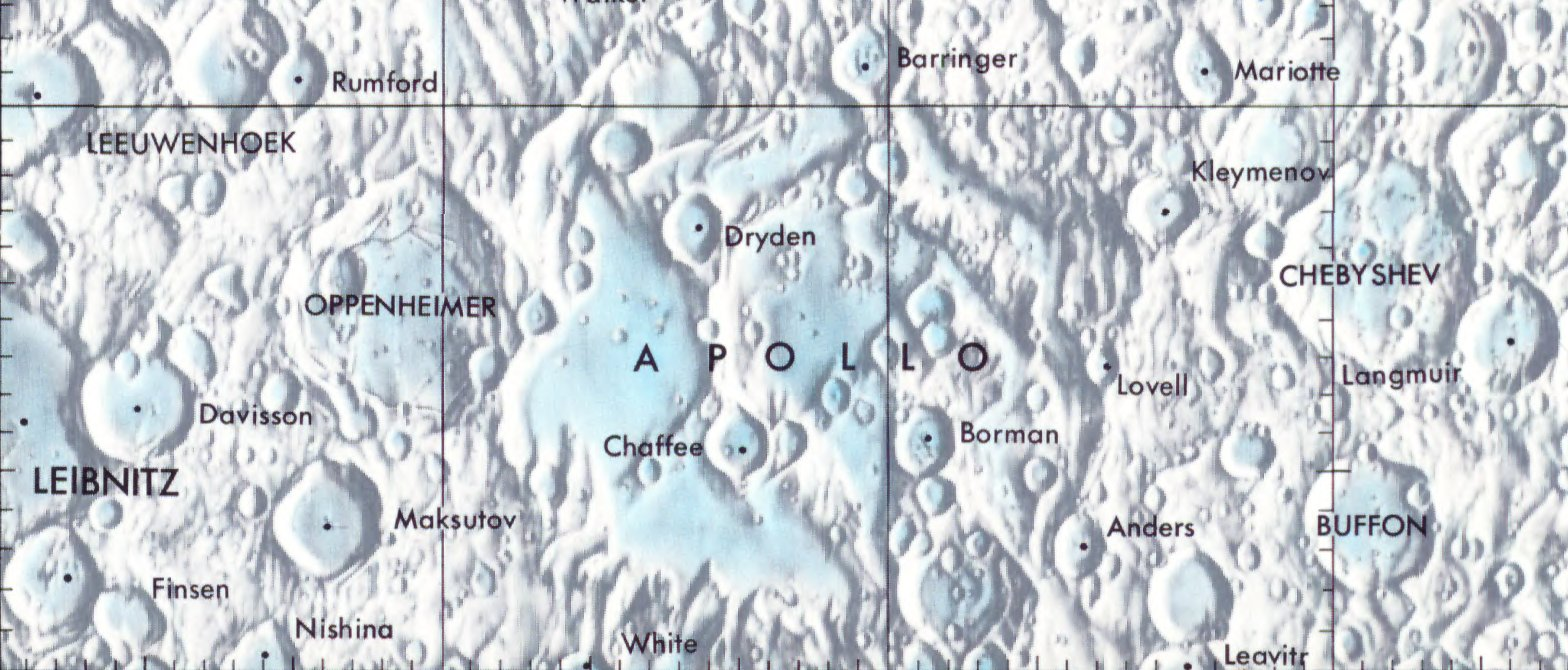
Localización de Buffon (cuadrante inferior derecho de la imagen)

Se trata de un cráter desgastado y erosionado, con un borde circular que todavía se puede rastrear a través del terreno rugoso, pero que es irregular y redondeado debido a un historial de impactos menores. El más notable de ellos es un pequeño cráter que se encuentra al otro lado del borde norte del cráter, y el cráter satélite Buffon D que se encuentra a lo largo de la pared oriental interior. El suelo interior, aunque por lo general está a nivel, es igualmente accidentado e irregular, sobre todo en la mitad oriental.

## Cráteres satélite
Por convención estos elementos son identificados en los mapas lunares poniendo la letra en el lado del punto medio del cráter que está más cerca de Buffon.
|        | \| Buffon \| Coordenadas \| Diámetro \| \| ------ \| -------------------------------- \| -------- \| \| D \| 40°12′S 131°42′O / -40.2, -131.7 \| 20 km \| \| H \| 42°18′S 128°30′O / -42.3, -128.5 \| 26 km \| \| K \| 46°18′S 128°00′O / -46.3, -128.0 \| 18 km \| \| V \| 39°12′S 137°06′O / -39.2, -137.1 \| 38 km \| |          |
| Buffon | Coordenadas | Diámetro |
| D      | 40°12′S 131°42′O / -40.2, -131.7 | 20 km    |
| H      | 42°18′S 128°30′O / -42.3, -128.5 | 26 km    |
| K      | 46°18′S 128°00′O / -46.3, -128.0 | 18 km    |
| V      | 39°12′S 137°06′O / -39.2, -137.1 | 38 km    |

## Referencias

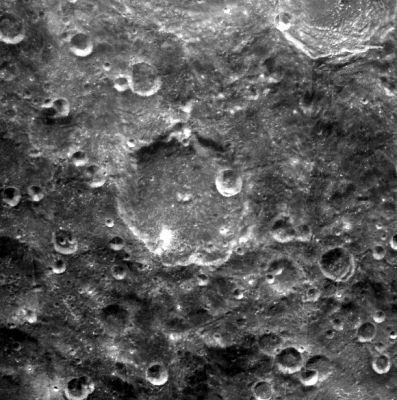
Fotografía de la misión Clementine (1994)